# Hestekastanje (art)
Hestekastanje (Aesculus hippocastanum) er et op til 30 meter højt, løvfældende træ med en tæt og højt hvælvet krone. Arten er i Danmark almindeligt plantet i parker og langs veje. De hvide blomster springer ud i maj og sidder samlet i store, oprette toppe, populært kaldet lys.
Hestekastanje forveksles undertiden med Kastanje.

## Beskrivelse
Stammen er kraftig og gennemgående. På ældre træer kan flere hovedgrene dog blive lodrette og stammeagtige. Barken er først rødbrun og glat med store, hesteskoformede bladar. Senere bliver den mørkegrå, og til sidst sprækker den op i store flager.
Knopperne er modsatte og særdeles store. Fra det tidlige forår er de klæbrige og glinsende. Bladene er sammensatte og består af 5-7 meget store småblade. De er hver især omvendt ægformede med savtakket rand. Begge sider er friskt grønne. Høstfarven er gulbrun.
Blomsterne er hvide med gule pletter i svælget. De springer ud i maj og sidder samlet i store, oprette toppe. Frugterne er nødder, der sidder i piggede kapsler. De spirer meget villigt.
Frugterne er ret giftige, men ædes gerne af drøvtyggere. Navnet hestekastanje fortæller netop, at kastanjen ikke er god at spise, da man i gamle dage brugte at sætte forleddet -heste foran madvarer af ringe værdi. Andre eksempler er: Hestemakrel og hestereje.
Hestekastanje er et meget skyggende træ.
Rodnettet er hjerteformet med flere tykke hovedrødder, der når langt ud og ned. Finrødderne er tæt forgrenede. 

Højde x bredde og årlig tilvækst: 30 x 15 meter (50 x 25 cm/år). Disse mål kan fx bruges til beregning af planteafstande, når arten anvendes som kulturplante.

## Voksested
Hestekastanje gror i det sydøstlige Europa på kalkbund i fugtige, men sommertørre blandingsskove. Naturreservatet Dervisha Managed Reserve, som ligger i den nordøstlige del af Bulgarien, tæt ved byen Veliki Preslav (i den østlige del af Balkanbjergene), er oprettet for at beskytte det eneste naturlige voksested for almindelig hestekastanje i hele Bulgarien. På de stejle, vestvendte skråninger ned mod floden Dervishka findes her en skov med denne art som dominerende. Her vokser den sammen med bl.a. følgende andre planter:
Achillea collina (en art af røllike), ahorn, avnbøg, almindelig engelsød, almindelig hyld, løgkarse, vedbend, vintergæk, Arabis turrita (en art af kalkkarse), bjergstenfrø, enblomstret flitteraks, følfod, gul anemone, hjortetunge, Homalothecium lutescens (en mosart), hunderose, kirsebærkornel, klæbrig salvie, langstilket lærkespore, Lathyrus laxiflorus (en art af fladbælg), mannaask, musetorn, orientalsk avnbøg, Plagiomnium undulatum (en mosart), plettet arum, plettet tvetand, pontisk vibeæg, rapunselklokke, rundfinnet radeløv, skovbjergmynte, skvalderkål, smalbladet klokke, sort radeløv, stor konval, sølvlind, Tamus communis, tandrod, tarmvridrøn, tobladet skilla, trekløftalant, tungeblad, tyrkisk vintergæk og vorterod
I Danmark er den almindeligt plantet i parker og langs veje.

## Anvendelse
Hestekastanjen (nødden) er populær til kastanjedyr. I England var kastanjekamp tidligere meget udbredt.

## Billedgalleri
- Kastanje som parktræ.
- Røde blomster af kastanje.
- Blade af kastanje.
- Kastanje med del af den piggede frøkapsel.
- Kastanjedyr i form af tændstik-figurer.
- Kastanje (nød).
- Spirende kastanje.
- Blad angrebet af minerlarve (Cameraria ohridella).
- Møl af Cameraria ohridella.